# Menameradiel
Menameradiel (in olandese Menaldumadeel ) è una ex-municipalità dei Paesi Bassi di 13 756 abitanti situata nella provincia della Frisia.
Soppressa il 1º gennaio 2018, il suo territorio, assieme a quello delle ex-municipalità di Het Bildt, Franekeradeel e parte di quello di Littenseradiel è andato a formare la nuova municipalità di Waadhoeke.